# Encyclia isochila
Encyclia isochila là một loài thực vật có hoa trong họ Lan. Loài này được (Rchb.f.) Dod mô tả khoa học đầu tiên năm 1986.